# Прин, Гюнтер
Гю́нтер Прин (нем. Günther Prien; 16 января 1908 — предположительно 7 марта 1941) — немецкий подводник Второй мировой войны, кавалер Рыцарского креста с дубовыми листьями. Прин являлся одним из самых результативных подводников Кригсмарине и был известен под прозвищем «Бык Скапа-Флоу», полученным после успешной операции по проникновению на рейд британского флота в гавани Скапа-Флоу и потоплению линкора HMS Royal Oak.

## Биография
Гюнтер Прин родился 16 января 1908 года.
В январе 1933 года в качестве рядового матроса начал службу в кригсмарине. Пошёл в школу подводников, где познакомился с Вернером Хартманом, командиром U-26, взявшим его к себе. U-26 принимала участие в гражданской войне в Испании.
В 1938 году Гюнтер Прин окончил курсы командиров-подводников, где подружился с однокурсниками Отто Кречмером и Иоахимом Шепке, получил под команду U-47 типа VIIB.
Вскоре после начала войны, 5 сентября 1939 года, он потопил свой первый корабль — английский пароход «Босния». По возвращении на базу награждён Железным крестом 2-го класса.
В ночь с 13-14 октября 1939 года U-47 незамеченной прокралась в Скапа Флоу, где атаковала линкор «Ройял Оук» и старый авианосец «Пегасус».
В конце 1939 года моряки нарисовали на боевой рубке быка, и Прина стали называть «Бык Скапа Флоу».
В ночь с 17 на 18 октября Прин во главе волчьей стаи из 4 лодок напал на британский конвой. В результате британцы потеряли 8 судов. Все подлодки остались целы.
Зима 1940—1941 годов была не слишком удачной для Прина из-за того, что британцы постепенно научились бороться с подлодками.
Гюнтер Прин пропал без вести вместе со своей субмариной и всем экипажем после атаки на конвой OB-293. 7 марта U-47 повредила британскую китобойную базу Terje Viken (20 638 брт), дальнейшая судьба ни лодки, ни экипажа неизвестна. Традиционная версия гибели U-47 — потопление эсминцем HMS Wolverine, однако позднейшие исследования историков показали, что Wolverine атаковал подлодку U-A Эккермана, которая, получив тяжёлые повреждения, смогла уйти.